# Psilorhynchus sucatio
Psilorhynchus sucatio е вид лъчеперка от семейство Psilorhynchidae. Видът не е застрашен от изчезване.

## Разпространение
Разпространен е в Бангладеш, Индия (Аруначал Прадеш, Асам, Бихар, Западна Бенгалия, Манипур, Мегхалая, Нагаланд и Утар Прадеш) и Непал.

## Описание
На дължина достигат до 8,2 cm.
Популацията на вида е стабилна.